# Коюкони

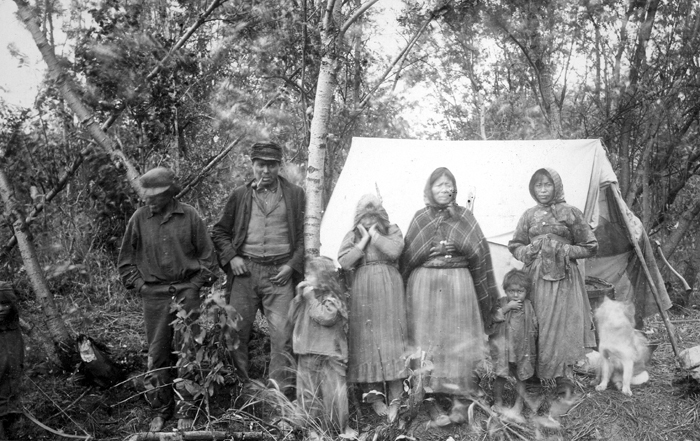
Коюкони. 1898 рік

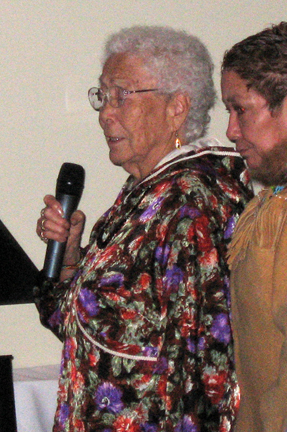
Сучасні коюкони

Коюкони (англ. Koyukon people) індіанське плем'я Північної Америки — на півночі Аляски між річками Коюкук та Юкон. Плем'я належить до атапаської мовної групи (На-дене), поширеної на Алясці та півдні Каліфорнії і Аризони.

## Історія
Чисельність коюконів, яка на початку XIX століття була досить великою, через війну між коюконами і плем'ям танана в XIX столітті і хвороби XX-го століття значно скоротилася.
1838 року на їхній території було створено торговий пост Російської імперії.
1851 року відбувся перший серйозний міжплеменняй конфлікт, який ще називають «різаниною».
1867 року на землях коюконів була збудована велика телеграфна лінія уздовж річки Юкон. У 1870 році для жителів Коюкон племені чекали нові зміни, адже прийшли католицькі місіонери. Місіонерська діяльність була дуже насиченою, вони почали відкривати римсько-католицькі школи уздовж річки Юкон.
1880 року був відкритий новий торговельний пост, що мав би значно покращити життя населення Коюкек. В 1884—1885 роках на їх землях відбулася так звана золота лихоманка, яка похитнула і так не стійку економіку Аляски. В 1900 році коюкони постраждали від епідемії кору, що зупинила добування золота і призвела до загибелі третини корінного населення. У 1919 році почався новий етап гірничих робіт: знову відновили видобування золота та свинцю.
1939 року в Коюкек побудували школу і жителі племені коюкон перейшли до осілого способу життя.

## Побут
Життя коюконів було зосереджено на сезонних роботах. Найбільшим видом діяльності коюконів влітку було полювали на оленів, ведмедів, овець. Після того як тварину було вбито, її м'ясо висушувалось і мисливці йшли зі своїми здобутками далі. Коюкони також займались збиранням ягід.
Протягом року і в холодну пору коюкони займалися риболовлею, найкращим здобутком із риби був лосось.
Коюкони зналися на торгівлі, товари і продукти перевозилися їздовими собаками. За допомогою зручного способу перевезення та здобутих харчів протягом року, торгівля стала основним джерелом доходу для людей племені.

## Міфи та казки
Не зважаючи на те, що носіїв мови лишилося дуже мало (близько 300 людей), коюкони відомі своїми міфами та казками, які збереглися і до сьогодні. У цих міфах фігурували постатті тварин, у них були людські форми, вони жили у людському суспільстві та, звичайно, говорили мовою коюкон. За легендою у далекі часи була велика катастрофа, всю землю вкрила повінь, після цих подій тварини та рослини вижили, але вони вже не могли вести себе як люди і просто стали заселяти землі Коюкон.
Коюкони вважають, що природа володіє духовною силою, має право на повагу і включається до їх релігійного кодексу моралі та етикету. Коюкони беруть у природи тільки те, що можуть використовувати, не вбивають самок водоплавних птахів, що гніздяться, молодих тварин. Вони бояться відплати у вигляді невдачі, якщо порушать табу або будуть неповажні до тварин.